# Saltaire

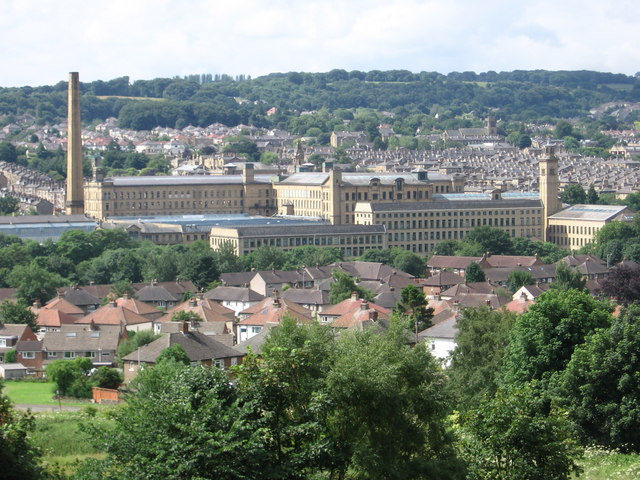
Salts Mill mit Arbeitersiedlung in Saltaire

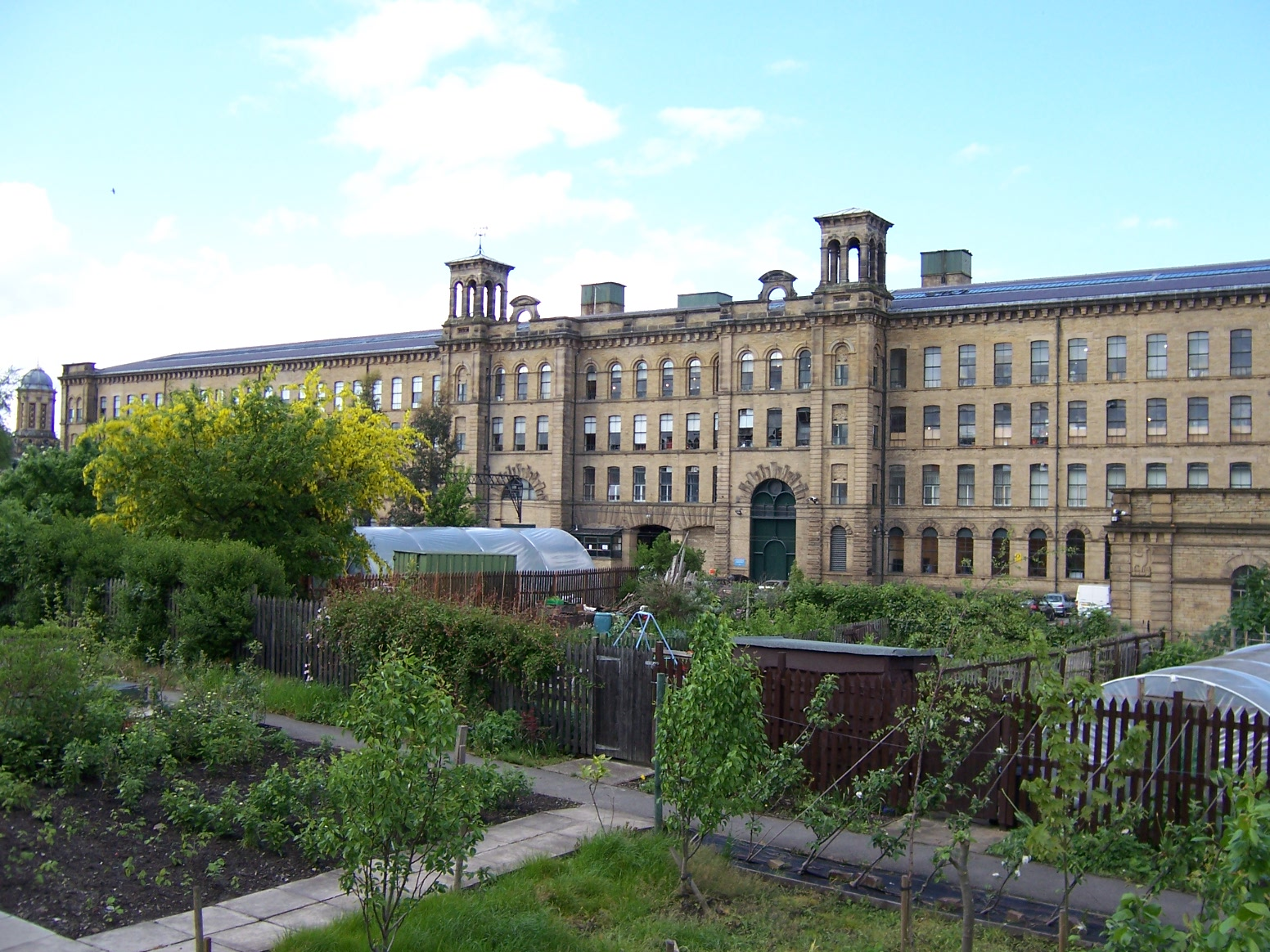
Salts Mill in Saltaire (Südfassade)

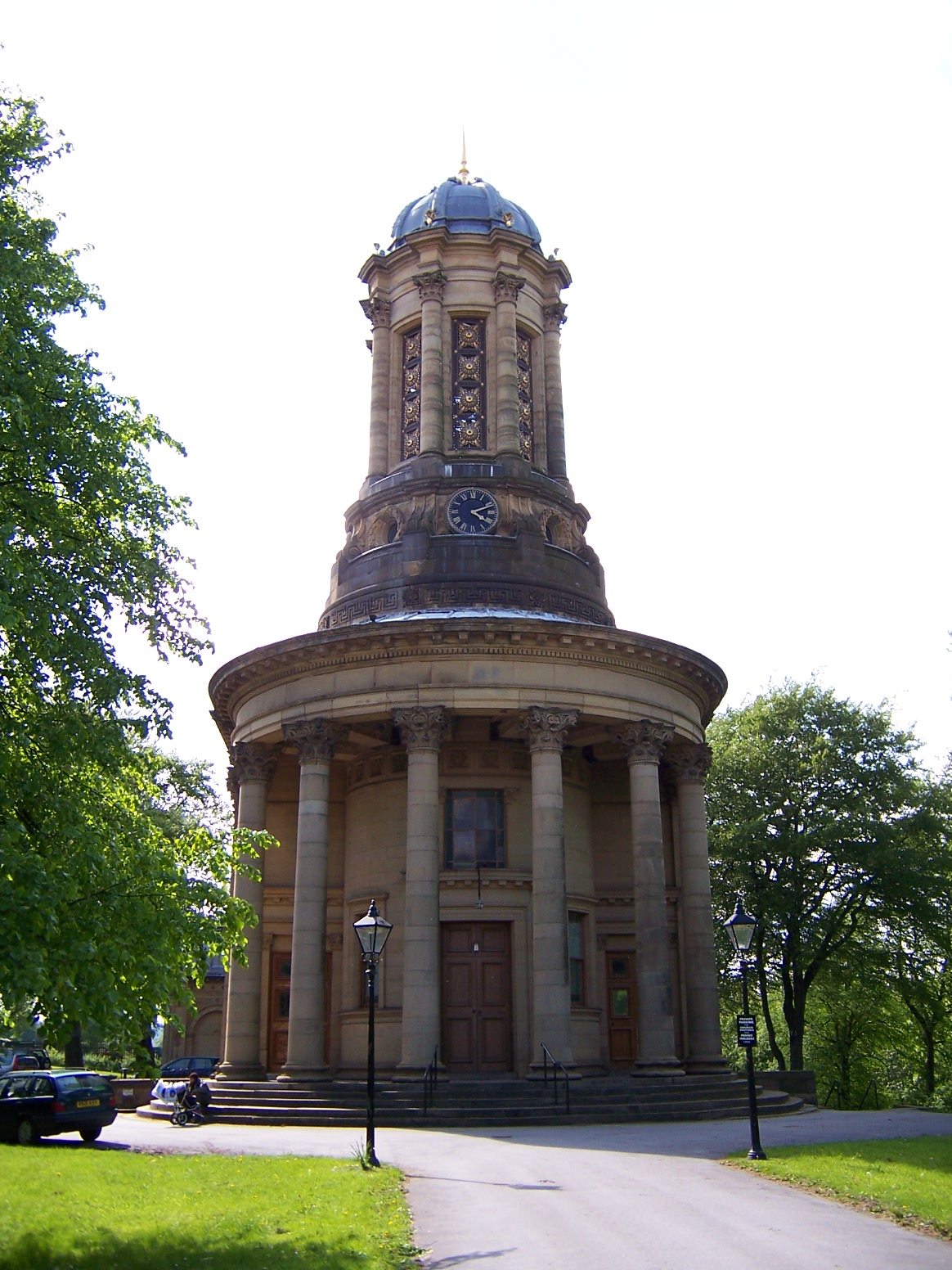
United Reformed Church von Osten

Saltaire ist eine 1851 gegründete viktorianische Mustersiedlung bei Bradford im Metropolitan Borough City of Bradford der Grafschaft West Yorkshire. Ihren Namen erhielt die Siedlung nach ihrem Gründer Sir Titus Salt und dem Fluss Aire, in dessen Tal die Siedlung liegt.
Der Tuchfabrikant Titus Salt verlagerte ab 1851 sein Unternehmen aus Bradford in das heutige Saltaire, wo er um die neugebaute Fabrik Salts Mill eine Arbeitersiedlung für die etwa 3000 Arbeiter und ihre Angehörigen nach den damals modernsten sozialen und sanitären Grundsätzen erstellen ließ. Neben den Arbeiterwohnhäusern entstanden zahlreiche Gemeinschaftseinrichtungen, zu denen eine Kirche, eine Schule, eine Parkanlage, ein Krankenhaus, Wasch- und Badehäuser, ein Armenhaus, Kleingärten und ein Bildungsinstitut mit Bibliothek, Leseraum, Konzertsaal und Gymnastikraum zählen. Am Leeds and Liverpool Canal wurden ein Bootshaus für die Einwohner und ein Hafen für die Fabrik errichtet. Auf den in englischen Ortschaften üblichen Pub wurde auf Weisung von Titus Salt verzichtet; unklar ist, ob dies aus gesundheitlichen Erwägungen geschah oder die mögliche Gründung einer Gewerkschaft in einem von Salt nur schwer zu kontrollierenden Raum verhindern sollte.
Die Gebäude aus gelbem Naturstein sind im Stil der italienischen Renaissance gehalten. Titus Salt beauftragte die damals bekanntesten Architekten mit der Planung und Ausführung, für die Gesamtplanung und die Wohnhäuser zeichnete das Büro von Lockwood and Mawson die Pläne.
In den ehemaligen Fabrikgebäuden befinden sich heute verschiedenste Nutzungen, neben einer Ausstellung mit Werken David Hockneys und dem Harmonium-Museum Victorian Reed Organ Museum beherbergen sie auch ein Einkaufszentrum, Wohnungen und einen Hersteller von Geräten der Unterhaltungselektronik.
Saltaire wird heute zu den weltweit wichtigsten Mustersiedlungen des 19. Jahrhunderts gerechnet. Die Siedlung wurde 2001 gemeinsam mit der Industrielandschaft Derwent Valley und New Lanark in das UNESCO-Weltkulturerbe aufgenommen und ist ein so genannter Ankerpunkt der Europäischen Route der Industriekultur. Die United Reformed Church von 1859 gilt als eines der wichtigsten viktorianischen Kirchengebäude in Großbritannien.